# Piotr Gorodiszcz
Piotr Gorodiszcz (ur. 12 lipca 1884 w Rochaczewie, zm. 31 grudnia 1941 w Wilnie) – duchowny protestancki, związany m.in. z Kościołem Anglikańskim w Polsce, w okresie międzywojennym superintendent Misji Barbikańskiej nawracającej Żydów na chrześcijaństwo.

## Życiorys
Pochodził z ochrzczonej rodziny żydowskiej, był synem Maurycego i Eugenii ze Szmitów (Schmidt), sam był ochrzczony po urodzeniu w 1885 w kościele luterańskim w Mohylewie. W latach 1913–1915 był wikariuszem parafii ewangelicko-augsburskiej w Grodnie u boku ks. Adolfa Plamscha. W 1916 w Mińsku nawiązał współpracę z ks. Michałem Jastrzębskim z Jednoty Wileńskiej Kościoła Ewangelicko-Reformowanego. Od 1921 roku działał w Równem jako misjonarz anglikański. W 1923 był członkiem delegacji Związku Ewangelicznych Chrześcijan w rozmowach zjednoczeniowych ze Związkiem Słowiańskich Baptystów i został wybrany do zarządu nowo utworzonego Związku Ewangelicznych Chrześcijan i Baptystów w Polsce.
W 1924 osiadł w Białymstoku. Zakupił na potrzeby Misji Barbikańskiej nieruchomość przy ulicy Św. Rocha 25, na której wzniósł świątynię, drukarnię, dom katechumenów z biblioteką i czytelnią oraz ambulatorium. Latami bezskutecznie starał się o zalegalizowanie obrządku anglikańskiego w II Rzeczypospolitej. Gdy to się nie udało rozpoczął rozmowy z kościołem ewangelicko-reformowanym w Warszawie i konsystorzem w Wilnie. W 1934 w związku z wejściem Misji Barbikańskiej w skład kalwińskiej Jednoty wileńskiej został proboszczem parafii tego wyznania w Białymstoku, przy czym była to parafia ewangelicko-reformowana obrządku anglikańskiego, choć skupiała także ewangelików reformowanych nie będących konwertytami. Jednocześnie został superintendentem senioratu (dystryktu) białostockiego, w skład którego wchodziły parafie anglikańskie Jednoty. Podlegały mu parafie w Brześciu, Równem, Lublinie i Grodnie (do 1937).
W 1935 roku założył Towarzystwo „Samarytanin”; pełnił w nim funkcję prezesa. Celem tej organizacji było niesienie pomocy materialnej, kulturalnej oraz moralnej chrześcijanom pochodzenia żydowskiego. Liczyła ona około 120 członków, wśród których byli anglikanie, katolicy oraz luteranie. „Samarytanin” w ramach wsparcia dla neofitów prowadził przez pewien czas własny sklepik oraz dorożkę.
Od 1937 został redaktorem i wydawcą pisma misyjnego „Dwa Światy”. Był to kwartalnik. Ukazywał się w nakładzie 1500 egz. Jeden egzemplarz kwartalnika kosztował 15 groszy. Poszczególne numery gazety liczyły od 8 do 12 stron.
Jego losy podczas II wojny światowej są niejasne. Podobno w chwili wybuchu wojny był za granicą w Wielkiej Brytanii. Jeśli tak, to musiał powrócić na Litwę, być może by spróbować wydostać rodzinę z Białegostoku. Zmarł w Wilnie 31 grudnia 1941 roku i został pochowany przez pastora Kazimierza Ostachiewicza na cmentarzu ewangelickiem w Wilnie.

## Odznaczenia
- Krzyż na Śląskiej Wstędze Waleczności i Zasługi[9]
- Order Czerwonego Krzyża (Estonia)[9]
- Order Gwiazdy Czarnej (Francja)[9]

## Życie prywatne
W 1907 ożenił się z Heleną Kahn (zm. 1939 w Białymstoku), z którego to związku urodzili się: Eugenia (ur. 1907) żona Maurucego Syroty lekarza misyjnego, Maria (ur. ok. 1910), Elza (ur. ok. 1913) farmaceutka, Emma (ur. 1916), niepełnosprawna intelektualnie, Jerzy (ur. 1918). Według niektórych źródeł w KL Auschwitz zamordowano jego córkę Eugenię i Emmę, a w Związku Radzieckim zginął jego syn Jerzy. Córki Maria i Elza osiadły w Rodezji.

## Wybrane publikacje
- Misja Barbikańska. Krótki zarys historii i zadań Misji Barbikańskiej krzewienia chrześcijaństwa wśród izraelitów, Białystok 1926.
- Błogosławieństwo głodu, Białystok 1931.
- Żydowskie żądania i ich uzasadnienie, Białystok 1931.